# Abdelmajid Ben Jeddou
Pour les articles homonymes, voir Jeddou.
Abdelmajid Ben Jeddou (arabe : عبد المجيد بن جدّو), né le 15 août 1918 à Tunis et décédé le 27 janvier 1994, est un poète et parolier tunisien.

## Œuvres
Il est l'auteur de nombreuses chansons dont :
- Pour Hédi Jouini : Âïnik tougtil fya, Lahdhouhou ramani, Sahm echfar gattel, Ya âîn ma tebkich, Ya khanneba et Nahkilek kilma ;
- Pour Oulaya :
  - Bani watani composée par Chedly Anouar ;
  - Ezzine hedha louech composées par Salah El Mahdi ;
  - El hob ma araftouch hatta ritek composée par Hédi Jouini ;
  - Qalbi elli hjartou composée par Kaddour Srarfi ;
- Pour Ali Riahi : La choftek marra la ritek ;
- Pour Saliha : Dar el falak composée par Salah El Mahdi[1] ;
- Pour Youssef Temimi : Mazalet koddami soura composée par Hechmi Ben Salah, Soug lakhmis composée par Mohamed Triki  et Ahait minnek composée par Chedly Anouar ;
- Pour Abdel Halim Hafez : Ya moulaïne bessahar chantée devant le président Habib Bourguiba à l'occasion de son 66e anniversaire.